# Killing Machine
Killing Machine – piąty album studyjny brytyjskiego zespołu heavymetalowego Judas Priest. Wydany został w październiku 1978 roku w Wielkiej Brytanii i Japonii przez wytwórnie - kolejno – CBS Records i Epic Records/Sony Music. Album został wydany również pod nazwą Hell Bent for Leather w lutym 1979 r. w Stanach Zjednoczonych przez wytwórnię Columbia Records. Oprócz innej nazwy zawiera on jeden dodatkowy utwór/cover: "Green Manalishi (With the Two-Pronged Crown)."
Album rozpoczął znaczące wzrastanie popularności Judas Priest. W promowaniu albumu grupa przybrała skórzane ubrania wraz z dodatkowymi akcesoriami używanymi przez wokalistę, Roba Halforda, jak bat czy motocykl. Zespół rozpoczął kręcenie teledysków do wybranych utworów, a drugi singel, "Take on the World," stał się pierwszym przebojem zespołu w Wielkiej Brytanii, gdy trafił do czołowej dwudziestki najpopularniejszych singli w tym kraju.
Będąc już odpowiedzialnym za zapoczątkowanie Nowej Fali Brytyjskiego Heavy Metalu, latem 1979 roku, Judas Priest dokonało zmian personalnych na następną dekadę: perkusistę Lesa Binksa zastąpił Dave Holland, a do produkcji kolejnych albumów wybrano Toma Alloma. Te zmiany miały na celu osiągnięcie przyszłego przełomu grupy w Stanach Zjednoczonych z kolejnym albumem studyjnym, British Steel.

## Historia albumu

### Październik 1978: Nowy wizerunek
Dzięki pomysłowi ze strony Roba Halforda, jako część kampanii promującej nowy album, zespół przybrał nowy wizerunek porównywalny z okładką albumu i utworami na nim. Chociaż wiedzieli o tym wtedy jedynie członkowie zespołu i zarząd grupy, to Halford miał osobistą skłonność w kierunku skórzanego przebrania:

To był kolejny punkt zwrotny dla zespołu. Rob był bardzo pomocny w ustanawianiu zasad i przepisów dotyczących tego, co zespoły heavymetalowe powinny wtedy ubierać. Cały skórzany wizerunek pochodzi z tego okresu i to jest zmiana, która jest już zaakceptowana razem z heavy metalem. Do tamtego momentu, to był spandex i satynowe spodnie, a nawet dżinsy i T-shirty.

Podobizna którą stworzyłem była zupełnie niepodobna do tego, co robiłem przed skórą i ćwiekami i batami i łańcuchami i motocyklami - przed nimi nie czułem się odpowiednio. Priest wchodziło na scenę w bardzo ostentacyjnych, zwisających spodniach. To było bardzo ekstrawersyjne i łagodne w swoim wizualnym znaczeniu, ale nie czułem się dobrze. Posiadam znakomite filmy ze mną przebranym w stroje, które ukradłem mojej siostrze z szafy. Nie potrafiłem zdecydować się, co ubrać. Jak powinienem ubierać się, gdy muzyka brzmi w taki sposób?
Więc powiedziałem sobie: "Ok, jestem gejem, jestem obeznany w temacie skórzanych rzeczy i tego seksualnego aspektu skórzanego świata, i zamierzam wnieść to na scenę." Więc wjechałem na scenę na motocyklu, ubrany w skórzane rzeczy, i po raz pierwszy poczułem coś w stylu: "Boże, czuję się tak dobrze. Czuję się tak odpowiednio. Jak mogę zrobić to jeszcze bardziej fantastycznym, gdy muzyka jest tak głośna? To jest większe niż życie." Więc, pierwszym miejscem do którego poszedłem był sklep z artykułami skórzanymi w Londynie o nazwie Mr. S. Pamiętam wejście tam i zobaczenie tych uprzęży i mankiet i typu-ringa-na-penisa rzeczy. Jedynie przedstawiłem się właścicielom, wytłumaczyłem, czego szukam, i zaczęli oni tworzyć dla mnie rzeczy.
Powiedziałem do siebie: "Czy masz pojęcie, co tutaj robisz? Mam na myśli to, że masz teraz wszystko - uprząż na ciało, kajdanki. Masz bat, masz łańcuchy. To jest tak, jakby jakiś totalny sadomasochistyczny fetysz nastawał!" Ale nikt nie sprawiał wrażenia, jakby miał z tym problem, dodatkowo, wszyscy oszaleli na punkcie tego, więc kontynuowaliśmy ubieranie się w taki sposób.

Biegam po scenie w skórze i z łańcuchami - "cześć!" To wszystko miało na celu znalezienie wizerunku, który utożsamia się z siłą muzyki. Nie możesz włożyć na siebie tutu i grać utwory Judas Priest.
Czy to nie jest ironiczne? Nie mógłbym nigdy wejść w sferę sadomasochizmu. Jesteśmy w tym bardziej niż Madonna.

Pamiętam, gdy pewnego dnia Rob powiedział, mimo że nie pytałem oto wtedy: "Znam gościa, który tworzy wiele skórzanych artykułów." Nazywał się on Mr. S i był gdzieś w Londynie. Więc ja i Rob wsiedliśmy do pociągu, poszliśmy do Pana S, i wybraliśmy sobie jakieś rzeczy - to wszystko, co mogę powiedzieć tak naprawdę. To wszystko zaczęło się tam, ale było mnóstwo łaskotania przy przymierzaniu - to mogę powiedzieć!

Aż do dzisiaj, ubieramy jeszcze jakieś skórzane spodnie lub skórzane kamizelki. Wydarzenie z okresu Hell Bent for Leather było po prostu kwestią naturalnego postępu. To było dziwne, naprawdę. To było uczucie jak, gdy byliśmy poza sceną byliśmy piątką ludzi, ale gdy wdziewaliśmy skórę i stawaliśmy na scenie byliśmy Judas Priest!

Przeszliśmy przez wiele, jeśli można powiedzieć, współczesnych wizerunków. To jest pełen katalog różnych wyglądów i stylów. Wtedy to było przewspaniałe, wierz mi. Wiem, że nie wygląda to tak teraz, ale wtedy to było przewspaniałe - buty na wysokim obcasie, satyny, i reszta rzeczy. Byliśmy indywidualistami. Nie było żadnego zgodnego planu. Nie usiedliśmy razem i powiedzieliśmy: "To jest wizerunek, który musimy przedstawiać." My po prostu sami sobie wybraliśmy własne wizerunki. Tak było dopóki nie pojawiła się skóra, która wpasowała się idealnie do tego, co próbowaliśmy robić. Skóra i ćwieki i heavy metal były naprawdę dla siebie stworzone.

Wygląd Judas Priest ustanowił kierunek dla innych zespołów, z czego prędko zaczęły korzystać. Wiele brytyjskich grup heavymetalowych również wdziało skórę. Przykładem tego jest Iron Maiden, którego ówczesny (od 1977 do 1981 roku) wokalista, Paul Di’Anno, ubierał się podobnie do Roba Halforda, a gitarzysta, Dave Murray, mógł przypominać K.K.-a Downinga:

Są pewne zespoły, które robią rzeczy będące bardzo innowacyjne i świeże, jak i są inne zespoły, które - śmiem powiedzieć - robią trochę więcej, niż tylko obrywanie z nas. Mówią one, że naśladowanie jest najszczerszą formą pochlebstwa, ale czasami to idzie za daleko. Jest wiele grup, które przybrały skórzany wygląd zbyt bliski naszemu. Nie mówię nawet o jedynie krótko działających zespołach. Weźmy na przykład Iron Maiden - mogłoby być trochę bardziej oryginalne w swoim zamierzeniu. Osobiście, nie mam nic przeciwko nim, ale czasami czuję się zakłopotany przez ich wizerunek.

Punkrockowa scena osiągnęła wtedy swój szczyt w Anglii i heavy metal aktualnie potrzebował uzyskania wpływu na tę krytyczną chwilę, ale gdy zespoły jak Black Sabbath czy Led Zeppelin traciły na popularności nie było to proste:

To był gówniany czas, naprawdę. Niemal w ogóle nie mieliśmy gdzie grać. Wszyscy zaczynali słuchać punku lub nowej fali. Jedynymi zespołami, które mogły jeździć w trasy były Judas Priest i UFO. To było wtedy trudne. Musieliśmy pokonać sztorm.

Wydanie Killing Machine, jak i poprzedniego wydawnictwa zespołu, Stained Class, jest uznane za początek nowego ruchu – Nowej Fali Brytyjskiego Heavy Metalu, którego nazwa została wymyślona przez Geoffa Bartona i opisana w wydaniu magazynu Sounds z 19 maja 1979:

Wierzę, że jesteśmy częścią nowej fali. W końcu jesteśmy szybcy, agresywni, i ekscytujący - a chodzi tylko o to.

Lubię myśleć, że jesteśmy pod wpływem wszystkiego. Nie możesz zamknąć oczu i zatkać uszu. Pamiętam tamte dni: moc punku, poglądy - to wszystko było sensacyjne. Mogliśmy skorzystać trochę z tego przy okazji.

Oprócz zapoczątkowania nowego ruchu w Wielkiej Brytanii, Judas Priest stało się półtora roku później dodatkowo odpowiedzialne za popularyzację heavy metalu w Stanach Zjednoczonych.

### Grudzień 1978: "Take on the World"
W grudniu 1978, wytwórnia płytowa, CBS Records wydała w Wielkiej Brytanii drugi singel z albumu, "Take on the World," który z początkiem 1979 roku trafił do czołowej 20. brytyjskiej listy przebojów:

Każdy zespół, nieważne jaki to by nie był, zawsze chce mieć singla, który będzie hitem. Zawsze twierdziliśmy, że jesteśmy zespołem opartym na AOR, ale nie ma niczego lepszego niż posiadanie hitu, ponieważ pozwala on ludziom, którzy nie słuchają ciebie na co dzień, usłyszeć cię po raz pierwszy.

Skoro singel był hitem i tzw. "hymnem" piłkarscy kibice w Anglii zaczęli śpiewać go podczas meczów oraz doprowadził on zespół do pierwszego telewizyjnego występu od 1975 roku. Tym razem grupa wystąpiła po raz pierwszy w programie Top of the Pops, ale producent programu był przeciw używaniu na scenie bicza przez Roba Halforda:

Tak naprawdę to The Osmonds sprzeciwiło się. Donny i Marie byli w tym samym programie i powiedzieli, że jeśli nie zrezygnujemy z użycia bicza, to oni pójdą do domu! Oni byli znacznie większą atrakcją od nas, więc nie mieliśmy innego wyboru, niż zrezygnować. Bardzo komicznie, byłem w garderobie razem z Marie Osmond i to było bardzo zabawne, ponieważ jej włosy były nakręcone na wałki, przygotowywane do występu. Usiadłem i powiedziałem jej: "Nic nie potrzebujesz, wyglądasz dobrze" - zazwyczaj trzeba ukryć wszelkie rozmazania makijażu czy krostki. Nigdy nie zapomnę, gdy Marie odwróciła się i jedynie uśmiechnęła... Nawet z wałkami i bez makijażu, ona jest zdumiewająca!

To był jedynie początek problemów z biczami, ćwiekami, kajdankami, i łańcuchami które ubierał Halford. Gdy zespół podróżował po Kanadzie, to sprawiały one problemy, gdyż w tym kraju takie akcesoria są nielegalne. Halfordowi oraz fanom Judas Priest akcesoria zostały skonfiskowane jako "broń" na kanadyjskiej granicy w połowie lat 80. W wywiadzie udzielonym w 2000 r., Halford zaprezentował zdjęcie ochrony lotniska ze wszystkimi akcesoriami skonfiskowanymi 28 maja 1984 przez występem w Vancouver na którym rozpoznał parę rzeczy:

...Tak, mam to. To w skrzyni z ubraniami; używałem tych łańcuchów...
Próbowałem wsiadać na pokłady samolotów linii komercyjnych z takimi rzeczami w mojej torbie. Pamiętam więcej niż jedną sytuację kiedy ochrona przeszukiwała moją torbę i znajdywała baty i łańcuchy i kajdanki. Musiałem je wszystkie oddać kapitanowi samolotu. Powiedziano mi: "Oddamy to tobie, gdy będziesz opuszczał samolot." Więc domyślam się, że pilot miał zabawę w kokpicie na wysokości 35 tysięcy metrów n.p.m., gdy ja siedziałem z tyłu z moimi orzeszkami i gorącą kawą.

Również same show przysparzało kontrowersji zespołowi, na czele z Halfordem. W 1979 roku, w czasie trasy promującej Killing Machine, gdy grupa grała utwór "Genocide" (z Sad Wings of Destiny), Halford używał swojego bicza na pierwszych rzędach publiczności lub po prostu media były przekonane, że do takiego czynu dochodziło. W konsekwencji, pojawiły się negatywne opinie oraz oskarżenia przeciwko temu czynowi w magazynach jak Sounds na co Halford odpowiedział:

Uważam, że wasza recenzja jest trochę przesadzona. Mój akt jest jak najbardziej teatralny, on nie ma być niczym głębszym. W ogóle, nie biczowałem ich tak naprawdę. Boże nie, gdybym to zrobił, to bym poszedł do więzienia za ciężkie uszkodzenie ciała, czyż nie? Nie, tak jak mówiłem, to jest jak najbardziej teatralne rozszerzenie muzycznego i lirycznego tematu utworu "Genocide."

Byłem na scenie i widziałem kogoś komu podobało się biczowanie: "Lubisz to, co nie? Masz więcej!" i zaczynałem trzepać ich po tyłkach. To niesamowite, jak ludziom potrafi spodobać się dobre lanie - my wszyscy potrzebujemy dobrego lania teraz i jeszcze raz.

Niewiele później, zespół stworzył emblematy głoszące: "Zostałem zbiczowany przez Roba Halforda" - wyjątkowo popularne wśród fanów. Innym rekwizytem używanym przez Roba Halforda podczas "Genocide" był karabin maszynowy, którym strzelał w publikę:

Używał go pod koniec lat 70. do trasy promującej album British Steel. Później zostało to zabronione. Zostało to zdjęte z koncertów z powodu latających łusek. Rob wnosił karabin na scenę podczas utworu "Genocide."

Dwukrotnie widziałem Roba używającego karabin maszynowy. Za pierwszym razem w Palladium w Nowym Jorku, 4 listopada 1979. Za drugim razem w The Stage West w Hartford w stanie Connecticut, 4 lipca 1980. Pamiętam występ w Hartford, wystrzelił z niego na zakończenie "Genocide" i myślę, że to był ten sam karabin, co w Nowym Jorku. To był taki świetny dodatek do koncertu!
Strzelał "ślepakami;" łuski latały nad sceną, ale strzelał on tylko przez kilka sekund.

### Luty 1979: Zmiany w albumie
| Statystyki        | Statystyki | Statystyki       |
| Kraj              | Pozycja    | Certyfikat       |
| ----------------- | ---------- | ---------------- |
| Wielka Brytania   | 34         | -                |
| Stany Zjednoczone | 128        | Złoty (500 tys.) |

Od października 1978 Killing Machine było wydane w Wielkiej Brytanii i Japonii, ale nie było jeszcze w Stanach Zjednoczonych. Trasa koncertowa po Stanach była ustanowiona na początek 1979 roku, aby zbiec się w czasie z północnoamerykańską premierą albumu i CBS Records chciało dokonać paru zmian, by pomóc w promocji płyty. Pierwszą zmianą miał być dodatek coveru do listy utworów, który mógłby służyć do promocji radiowej. Po przemyśleniu paru kompozycji, Judas Priest wybrało utwór autorstwa Petera Greena nagrany przez grupę Fleetwood Mac, "Green Manalishi (With the Two-Pronged Crown)," który od razu stał się stałym elementem koncertów Judas Priest:

Powiedzieliśmy sobie, że zamieścimy go na longplayu, gdy będziemy przekonani, że uzyskaliśmy na utworze własny odcisk. W końcu, wyszło bardzo dobrze i jest to również jedna z tych piosenek, które zawsze gramy na scenie.

Judas Priest było uważane w latach 70. za bardzo mroczny zespół przez naszą wytwórnię płytową. Wtedy po prostu co tydzień był ktoś, kto miał przebój dzięki coverowi, więc oni myśleli, że to jest krótka droga do szczytu - nagranie coveru. Na szczęście dla nas, nigdy do tego nie doszło, ale zrobiliśmy wystarczająco dobrą robotę z coverami, żeby były one mile widziane na koncertach. Prawdopodobnie wiele osób słucha nas do dzisiaj grających te piosenki i myśli, że one są tak naprawdę utworami Judas Priest.

Kolejną zmianą miał być tytuł albumu. CBS i Columbia Records uważały, że tytuł Killing Machine (po polsku: Zabójcza maszyna) nie będzie odpowiedni na amerykańskim rynku, gdyż zawiera on "mordercze domyślniki," które były za bardzo agresywne, by mogły być ukazywane na sklepowych półkach (m.in. sieć sklepów Kmart była zdecydowanie przeciwna tytułowi), więc tytuł piosenki autorstwa Glenna Tiptona, "Hell Bent for Leather" (po polsku: "Oszalały na punkcie skóry"), został wybrany jako nowy tytuł albumu, który został wydany w Stanach Zjednoczonych w lutym 1979 zbiegając się w czasie - tak jak planowano - z rozpoczęciem trasy koncertowej po Stanach.
Mało znanym faktem jest to, że Rob Halford napisał w tym okresie książkę, która nigdy nie została upubliczniona. Sebastian Bach poruszył ten temat, gdy przeprowadzał wywiad z Halfordem w programie stacji VH1, Forever Wild, ale zostało to wycięte z programu:

Jedyną częścią, która została wycięta z odcinka, była ta w której zapytałem Roba o książkę którą napisał w 1979 roku. Powiedział mi, że nazywa się ona Library of Tears oraz że opowiada ona o pewnym chorym gościu, który kolekcjonował ludzkie łzy i żale w słojach i żył z ich nieszczęść (lub coś w tym stylu).
Brzmiało to bardzo ciekawie i jestem pewien, że pokochałbym tę książkę!

Więc, książka ...Tears cofa nas bardzo daleko. Jest to długa historia, ale znałem paru pisarzy w Wielkiej Brytanii w połowie lat 70., jednym z nich była dobra czarownica. Zachęciła mnie ona abym napisał książkę, co zrobiłem. Przeczytała ją i podobała się jej, ale to było wszystko i z czasem wyszło na to, że gdzieś ją zapodziałem. Mimo wszystko, kiedy pojadę na święta do domu w Wielkiej Brytanii, będę miał parę miejsc do przeszukania, więc zobaczymy...

Szukałem kiedy byłem w Wielkiej Brytanii, ale nie miałem czasu na pełne poszukiwanie. Ona gdzieś tam jest.

#### Okładka
Podkreślając nowy wizerunek grupy, graficzny projektant wytwórni CBS Records, Rosław Szaybo, umieścił na okładce oćwiekowany, skórzany kask motocyklisty oraz krwawe, roztrzaskane okulary ochronne na głowie manekina, aby wytworzyć uczucie zgodne z oryginalnym tytułem albumu. Gdy Columbia Records zmieniła tytuł na potrzeby amerykańskiego wydania, sens okładki - pomimo że się zmienił - dopasował się do nowego tytułu.
Logo Judas Priest znane z poprzedniego wydawnictwa, Stained Class, zostało użyte również na Killing Machine, ale zostały w nim dokonane drobne zmiany: pod wyrazem "Judas" zamiast pięciu "ząbków" znajduje się ich sześć oraz został skrócony odstęp do wyrazu "Priest." Logo w takiej wersji do dziś pozostaje najczęściej wykorzystywanym przez grupę na swoich wydawnictwach.

### Lipiec 1979: Tom Allom producentem; Les Binks odchodzi
Latem 1979 roku Judas Priest postanowiło nagrać swój pierwszy album koncertowy. W tym samym momencie, producent muzyczny, Tom Allom, współpracował z tą samą agencją artystyczną co grupa (Arnakata Management) oraz miał już na koncie m.in. udział w nagrywaniu pierwszych czterech albumów zespołu Black Sabbath (Black Sabbath, Paranoid, Master of Reality, i Black Sabbath, Vol. 4) jako inżynier dźwięku. Allom został poproszony o produkcję albumu właśnie przez jego heavymetalowe doświadczenie, ale współpraca między Allomem i Judas Priest potrwała jeszcze przez najbliższą dekadę:

W początkowym okresie większość zespołów z którymi pracowałem jako producent była zarządzana przez tę samą parę co ja - Mike Dolana i jego brata Jima (Arnakata Management). To prawda o The Strawbs, dzięki którym przełamałem się jako producent, a później także z The Tourists. Następnie, nadszedł czas na koncertowy album Judas Priest, które chciało, żebym go miksował z powodu mojej przeszłości z Black Sabbath, a oni dodatkowo zarządzali interesami Pata Traversa – więc to wszystko było w jednym kręgu oraz połączone ze sobą.

Kiedy po raz pierwszy spotkaliśmy Toma, zajęło nam kilka dni, by przyzwyczaić się do niego, ponieważ jest on bardzo z wyższej klasy średniej, a my byliśmy po prostu z Birmingham. Ale kiedy przełamaliśmy tę wstępną barierę, odkryliśmy, że jest świetnym kumplem... Tom posiada wiele cech, ale najbardziej jest świetnym dyplomatą i jeśli są momenty kiedy on potrzebuje skrytykować cokolwiek, wie kiedy wkroczyć i kiedy odstąpić. On jest świetnym ekspertem i dźwięki, które osiągamy on wzmacnia i czyni je lepszymi. Wie dokładnie, co jest odpowiednie dla nas i co nasi fani oczekują.

Gdy koncertowe nagrania były miksowane, zespół i Allom zwrócili uwagę na to, co chcieliby zmienić od strony koncertowej jak i studyjnej: Judas Priest na koncertach osiągało najdynamiczniejszy wpływ na swoją karierę, ale gra na perkusji Lesa Binksa opierała się bardziej na technice, co dobrze służyło w studiu, ale nie służyło już tak dobrze na samych występach. Judas Priest podjęło również decyzję, że skupi się głównie na dynamiczności swoich przyszłych albumów, ale ta zmiana mogła nie wpasować się w styl gry Binksa, który przyznał, że może nie być w stanie zmienić swojego stylu. Ostatecznie, Priest i Binks ugodowo zakończyli współpracę między sobą:

Les był świetnym perkusistą studyjnym, ale gdy przychodziło do grania na żywo, on raczej nie wpasowywał się w resztę zespołu. Potrzebowaliśmy kogoś, kto byłby w stanie wycisnąć wszystko ze swojego zestawu z pełnią mocy i uczucia. Więc zakończyliśmy współpracę...

Na nowym albumie, potrzebowaliśmy bardziej podstawowego typu gry na perkusji, jednak Les powiedział, że mógłby zmienić swój styl z czasem, więc musiał opuścić grupę - nie trzeba dodawać nic więcej.

### Sierpień 1979: Dave Holland dołącza
...Przesłuchaliśmy wielu perkusistów i wtedy przyszedł Dave i wpasował się od razu.

Wiesz, Dave był idealny dla Judas Priest. Utrzymywał grę prostą, żywą, i wyraźną. Bardzo w typie perkusisty z uczuciem i koordynacją jak Charlie Watts (The Rolling Stones) i Ringo Starr (The Beatles).

Właściwie to usłyszałem o pracy od kogoś, kto pracował dla brytyjskiego promotora grupy. Pomyślałem, że oni pewnie już wybrali, kogo chcą zatrudnić i kiedy przyszedłem na przesłuchanie naprawdę poczułem, że kierowałem się po prostu emocjami. Ale kilka tygodni później zadzwoniono do mnie i powiedziano, że oni zdecydowanie chcą mnie w zespole. Wszyscy byli bardzo sympatyczni i myślę, że oni byli naprawdę zdeterminowani do pracy ze stałym perkusistą zamiast liczyć się ze zmianami.

Myślę, że to było zamierzone przez resztę zespołu odnośnie zatrudnienia solidnego rockowego perkusisty, który by pomógł w uzyskaniu bardziej bezpośredniego i rynkowego dostępu bardziej niż przystawanie z bardziej technicznymi perkusistami jak Les Binks. Samo to, ile wpływu mam osobiście na kierunek zespołu, mimo wszystko, jest trudne do określenia. Wiem, że nie zmieniłem się, aby dopasować się do nich, ani oni, aby dopasować się do mnie, więc zgaduję, że oni po prostu znaleźli odpowiedniego człowieka do roboty.

Dave Holland dołączył do Judas Priest będąc już doświadczonym muzykiem. Posiadał już na koncie brytyjski przebój, "Mirror, Mirror" (8. pozycja w 1966 r.), wraz z grupą Pinkerton's Assorted Colours oraz albumy i trasy koncertowe z grupą Trapeze i wykonawcami jak Justin Hayward czy Glenn Hughes. Niemal natychmiast po dołączeniu do zespołu, Holland wyruszył w trasę po Stanach Zjednoczonych otwierając koncerty dla Kiss:

Myślę, że dla każdego perkusisty dołączenie do nowego zespołu, a szczególnie już popularnego zespołu, odpowiedzialności są olbrzymie i tego wyjątkiem nie było moje dołączenie do Judas Priest w sierpniu 1979. Podobnie jak podjęcie najważniejszej decyzji w moim życiu, to był oczywiście bardzo emocjonujący okres...

## Teledyski
Killing Machine jest pierwszym albumem na którego potrzeby Judas Priest nagrało teledyski z playbackiem. Chociaż nigdy nie stały się one ogólnie dostępne, to jednak były emitowane w telewizji oraz dołączone jako część filmu z kompilacji z 1993 r., Metal Works ’73–’93. Niektóre z materiałów filmowych pochodzą z występów w programie stacji BBC, Top of the Pops, a inne pochodzą z samych koncertów grupy:
- "Take on the World" - dwie wersje istnieją: jedna z występu na żywo w The Pavillion w Brighton w Anglii, druga z Top of the Tops. Obie wersje są z playbackiem.
- "Killing Machine" - koncertowe nagranie z playbackiem i dźwiękiem publiczności
- "Rock Forever" - koncertowe nagranie z playbackiem
- "Evening Star" - wykonanie z playbacku w Top of the Pops. Scenografię uzupełnia wisząca "gwiazda."

Pierwszy teledysk, który kiedykolwiek stworzyliśmy był do "Take on the World," nagrany w brightońskim Pavillionie...

Top of the Pops, każdy zwykł tam naśladować. Po prostu dlatego, bo tam występuje tak wielu wykonawców, że to byłoby logistycznie niemożliwe do wykonania, aby wszyscy grali na żywo. Spędzałbyś tydzień na nagrywanie. Przychodziłbyś popołudniem, robił próby dźwięku. Myślę również, że byłoby tylko parę zespołów w programie. Nie byłoby takie złe dokonanie tam paru zmian. Pady znajdują się na bębnach i używasz plastikowych talerzy. A potem jest playback, nie za głośno. Nigdy nie byliśmy dobrzy w naśladowaniu, muszę powiedzieć. Jesteśmy zespołem koncertowym i nienawidziliśmy tego robić. To było przeciwne naszej filozofii. Przy dwóch okazjach, gdy występowaliśmy w Top of the Pops, mieliśmy także koncert w naszym rodzinnym Birmingham, tego samego poranka. I na obie okazje się spóźniliśmy. Wybaczyli nam za pierwszym razem, ale myślę, że nigdy nie wybaczyli nam drugiego razu, w czasie trasy, gdy stało się dokładnie to samo. Powiedzieli: "Wy będziecie pierwsi, nagramy waszą część jako pierwszą, i możecie wrócić z powrotem." Ponieważ nagrania miały miejsce w londyńskich studiach BBC, oczywiście. I za drugim razem, oni mieli w pogotowiu helikoptery i samolot, ale pogoda była zła. To był koszmar, naprawdę. Byliśmy parę dobrych godzin spóźnieni. Ale publika, niech ją Bóg błogosławi, siedziała tam i czekała na nas.

Wykonania "Take on the World" i "Evening Star" w programie Top of the Pops zawarte są na DVD Judas Priest z 2003 roku, Electric Eye.

## Single
- "Evening Star"/"Beyond the Realms of Death" [na żywo] - wydany w 1978 roku w Wielkiej Brytanii przez CBS Records
  - Pozycja #67 w Wielkiej Brytanii
- "Take on the World"/"Starbreaker" [na żywo] - wydany w grudniu 1978 w Wielkiej Brytanii przez CBS Records
  - Pozycja #14 w Wielkiej Brytanii
- "Before the Dawn"/"Rock Forever" - wydany w 1978 r. w Wielkiej Brytanii przez CBS Records
- "Rock Forever"/"Green Manalishi (With the Two-Pronged Crown)" - wydany w maju 1979 przez CBS Records
- "Rock Forever"/"Hell Bent for Leather"/"Beyond the Realms of Death" - wydany jako singel promocyjny w 1979 r. w Wielkiej Brytanii przez CBS Records
- "Green Manalishi (With the Two-Pronged Crown)" (stereo)/"Green Manalishi (With the Two-Pronged Crown)" (mono) – wydany jako singel promocyjny w 1979 roku w Stanach Zjednoczonych

## Lista utworów
| 1. "Delivering the Goods" - 4:14 2. "Rock Forever" - 3:18 3. "Evening Star" (Halford, Tipton) - 4:02 4. "Hell Bent for Leather" (Tipton) - 2:39 5. "Take on the World" (Halford, Tipton) - 3:01 6. "Burnin' Up" (Tipton, K.K. Downing) - 4:05 7. "Killing Machine" (Tipton) - 3:02 8. "Running Wild" (Tipton) - 2:56 9. "Before the Dawn" - 3:22 10. "Evil Fantasies" - 4:11 | 1. "Delivering the Goods" - 4:14 2. "Rock Forever" - 3:18 3. "Evening Star" (Halford, Tipton) - 4:02 4. "Hell Bent for Leather" (Tipton) - 2:39 5. "Take on the World" (Halford, Tipton) - 3:01 6. "Burnin' Up" (Tipton, Downing) - 4:05 7. "Green Manalishi (With the Two-Pronged Crown)" (Peter Green) - 3:23 8. "Killing Machine" (Tipton) - 3:02 9. "Running Wild" (Tipton) - 2:56 10. "Before the Dawn" - 3:22 11. "Evil Fantasies" - 4:11 |

### Bonusowe utwory na zremasterowanych edycjach (2001 -)
1. "Fight for Your Life" - 4:06
2. "Riding on the Wind" [na żywo] - 3:15

- Kompozytorami (oprócz wymienionych w nawiasach) wszystkich utworów są Rob Halford, Glenn Tipton, i K.K. Downing.

## Twórcy

### Wykonawcy
- Rob Halford – śpiew
- Glenn Tipton – gitara elektryczna
- K.K. Downing – gitara elektryczna
- Ian Hill – gitara basowa
- Les Binks – perkusja

### Produkcja
- Album nagrywany i miksowany[14] był w sierpniu 1978 w studiach nagraniowych Utopia, Basing Street, oraz CBS Studios w Londynie, Anglia
  - James Guthrie i Judas Priest – producenci i inżynierowie dźwięku
  - Damian Korner, Andrew Jackson, Kevin Dallimore, i Andrew Clark - asystenci inżynierów dźwięku
- Roslav Szaybo – projekt okładki
- Bob Elsdale - ilustracja okładki

### Inne
- Dave Hemmings, Arnakata Management – kierownictwo